# Henrik VI. Hohenstaufen
Henrik VI. Hohenstaufen, cesar Svetega rimskega cesarstva (1191 – 1197), kralj Germanov (1190 – 1197) in sicilski kralj (1194 – 1197), * 1. november 1165, Nijmegen, Nizozemska, † 28. september 1197, Messina, Kraljevina Sicilija (danes Italija).

## Življenje
Henrik je bil sin Friderika I. Barbarosse in druge žene Beatrike Borgonjske. Pri treh letih je bil imenovan za kralja Rimljanov, kar je pomenilo oblast nad vsemi latinskimi posestmi svetorimskega cesarstva. Pri devetnajstih letih je bil imenovan za so-cesarja Svetega rimskega cesarstva in zaročen s Konstanco d'Altavilla, hčerjo Rogerija II. Sicilskega in teto Viljema II. Sicilskega. S poroko (1186) je Henrik dobil oblast tudi nad Kraljevino Sicilijo, s čimer se zaključi njeno normansko obdobje. 
Ko sta po treh letih umrla tako Barbarossa kot Viljem, je Henrik uredil dolgotrajno nasprotje s Henrikom Levom na Bavarskem in se odpravil proti Siciliji. V Rimu se je dal kronati za cesarja od papeža Celestina III. (1191) in takoj za tem je začel oblegati Neapelj, vendar se je moral kmalu umakniti zaradi izbruha epidemije. Žena Konstanca je ostala kot ujetnica v Salernu. 
Nepredvideni umik cesarjevih čet je opogumil nasprotnike. Tancredija Sicilskega so podprli papež, Henrik  iz Braunschweiga (sin Henrika Leva) in Rihard Levjesrčni kralj Anglije, vendar brez večjega uspeha. Rihard je bil na povratku iz križarske vojne ujet in izročen cesarju, ki ga je osvobodil samo leta 1194 proti odkupnini 100 tisoč srebrnikov (danes 36 ton srebra); Henrik iz Braunschweiga je skupaj z očetom Levom podprl novo plemiško vstajo na Bavarskem; papež se ni hotel sprijazniti z nemško prisotnostjo v krajih, ki jih je smatral za svoj fevd. 
Tako je cesar Henrik VI. poklical na pomoč pomorski republiki Genovo in Piso in s silo zavzel Kraljevino Sicilijo (1194), kjer je po nepojasnjeni smrti Tancredija Sicilskega in njegovega sina Rogerija vladal Viljem III. Sicilski z regentstvom matere Sibile. Kljub sorazmerno lahki pridobitvi kraljevine, je Henrik okrutno nastopil proti Viljemu in Sibili in proti vsem, ki so mu nasprotovali ali ki so bili osumljeni nasprotovanja. Sledila so leta velikega nasilja, v katerih je dal Henrik mučiti, oslepiti in na krute načine ubiti tisoče ljudi. Ustavila ga je samo smrt leta 1197. Vzrok smrti je bila črevesna infekcija, zato je verjetno, da je šlo za zastrupitev.

## Politika
Henrik ni imel istega pojmovanja o Svetem Rimskem cesarstvu, ki je bilo značilno za njegovega očeta Friderika Barbarosso. Slednji je razumeval cesarstvo kot univerzalno cesarjevo posest, ki je ostajala enotna prav zaradi zvestobe posameznih enot do najvišje oblasti – cesarja; zato je tudi odločno nastopal proti avtonomističnim težnjam italijanskih komun . Nasprotno se je Henrik VI. zavedal velike raznolikosti dežel v cesarstvu. Nemčija je bila volilna monarhija, Sicilija je bila dedna monarhija, ostala ozemlja so bili fevdi, od katerih so bili nekateri, predvsem v Italiji, nezanesljivi. To stanje mu je narekovalo različno postopanje v posameznih primerih.
Dolgoročni Henrikovi načrti so bili ravnotežje sil med osrednjim cesarstvom in periferičnim ozemljem, to je med nemškimi fevdalci in ozemlji severne Italije, medtem ko bi Sicilija morala postati njegov osebni fevd, daleč od nemških princev, italijanskih sinjorjev in papeža. Za utrditev oblasti v Nemčiji je ponudil fevdalcem dednost posestev in škofom možnost izbire naslednika, s čimer je hotel pridobiti njihovo zvestobo in politično podporo. V Italiji je dodelil bratu Filipu Švabskemu in drugim nemškim princem ozemlja Toskane, Romanje in Mark ter bivših posesti Matilde iz Kanose, na katerih je ustanovil močno zavezništvo med filocesarskimi mesti, ki naj bi se postavila proti upornim komunam. Papežu je ponudil ustanovitev nove dajatve, ki bi obremenila vsako posamezno župnijo v cesarstvu in ki bi direktno bogatila papeško blagajno, v zameno za papeževo odobravanje cesarske politike. Skušal je razširiti oblast tudi na vzhod, zato je ukazal bratu Filipu, da je poročil Ireno, hčer cesarja Izaka II. Angela in vdovo po Rogeriju III. Sicilskem, in istočasno poslal vojsko nad Bizanc. Poslal je celo prve skupine vojakov v Sveto deželo kot začetek nove križarske vojne. 
Henrikovi načrti niso uspeli. Nemški princi so zavrnili ponudbo o dednosti. Tudi papež je zavrnil ponudbo obvezne dajatve župnij. Italijanske komune so v mnogih primerih že izdajale svoje zakone, kovale denar in pobirale davke.  Sicilijanci so se znova in znova upirali, kjub najokrutnejšim cesarjevim represalijam. Vojska pred Bizancem je bila premagana in se je morala umakniti. Tudi križarji, ki so že zasegli Bejrut in Sidon, niso napredovali in so po cesarjevi smrti v naglici zapustili Sveto Deželo. Moderni zgodovinarji  vidijo v tem ponavljanju neuspehov izrecno Henrikovo nesposobnost za vladanje. Med drugim ostajata nerazumljiva teror, ki ga je ustvaril na Siciliji, in napad na Bizanc; v obeh primerih je imel dovolj pogojev za miroljubno sožitje, saj je bil upravičen vladar Sicilije in v tesnem sorodstvu z bizantinskim cesarjem, nasilje ni bilo potrebno. Tudi dvoumni odnosi s Papeško državo so zanimivi, saj Henrik ni sprejemal papeževe oblasti niti v verskih vprašanjih in je celo osumil zarote Celestina III., vendar ni nastopil naravnost proti njemu in se je raje kruto znesel nad papeževim zaveznikom Rihardom iz Acerre.  
Edini uspeh Henrikove politike je bil dosežen leta 1196, ko je skupščina v Wurzburgu odobrila dednost cesarjeve funkcije. Sveto Rimsko cesarstvo je s tem postalo dedna monarhija in po Henrikovi smrti so princi gibelinskega prepričanja izvolili za naslednika njegovega brata Filipa.  Nasprotniki gvelfi so izvolili Otona IV. iz Braunschweiga. Po raznih prepirih in papeževih posredovanjih je šele leta 1220 zasedel prestol Henrikov sin Friderik II.